# ジョシュア・アレン (第2代アレン子爵)
第2代アレン子爵ジョシュア・アレン（英語: Joshua Allen, 2nd Viscount Allen、1685年9月17日 – 1742年12月5日）は、アイルランド王国の貴族、政治家。

## 生涯
初代アレン子爵ジョン・アレンとメアリー・フィッツジェラルド（Mary FitzGerald、ロバート・フィッツジェラルドの娘）の息子として、1685年9月17日にダブリンで生まれた。1701年7月にダブリン大学トリニティ・カレッジに入学、1718年にLL.D.の学位を修得した。
1709年から1726年までキルデア・カウンティ選挙区の代表としてアイルランド庶民院議員を務めた。1726年11月8日に父が死去すると、アレン子爵の爵位を継承、28日にアイルランド貴族院議員に就任した。
1742年12月5日に死去、8日にダブリンで埋葬された。息子ジョンが爵位を継承した。

## 家族
1707年11月8日、ウェストミンスターでマーガレット・デュ・パス（Margaret Du Pass、1758年3月4日没、サミュエル・デュ・パスの娘）と結婚、下記の子女を儲けた。
- ジョン（1713年 – 1745年） - 第3代アレン子爵
- エリザベス - 1750年、初代カリスフォート男爵ジョン・プロビーと結婚
- フランシス - 1758年、ウィリアム・メイン（英語版）（後の初代ニューヘイヴン男爵）と結婚